# Registro Nacional de las Personas (Guatemala)
El Registro Nacional de las Personas es una entidad estatal autónoma descentralizada con personalidad jurídica, patrimonio propio, capaz de adquirir derechos y contraer obligaciones. Es el órgano encargado de planear, coordinar, dirigir, centralizar y controlar todo lo concerniente a las actividades de registro del estado civil, capacidad civil e identificación de las personas naturales, incluyendo la emisión del Documento Personal de Identificación (DPI) en el país.

## Historia
El Registro Nacional de las Personas en Guatemala fue creado mediante el decreto número 90-2005 del Congreso de la República de Guatemala, con la finalidad de organizar de mejor manera el control del registro de los actos de la vida civil de los habitantes de la República, tales como nacimientos, matrimonios, divorcios, defunciones, etc. que hasta ese entonces se encontraba regulado únicamente en el Código Civil Guatemalteco, decreto ley 106.
El Registro Civil estaba a cargo de las diversas municipalidades en Guatemala pero, debido a la deficiente forma de llevarlo a cabo, los escándalos de falsificación de documentos y la necesidad de tener un mejor control en la identificación de las personas, se estableció que ahora será responsabilidad de una entidad nueva con carácter autónomo denominado Registro Nacional de las Personas.

### Motivos para su creación
A través de los considerandos de la ley se puede entender de mejor manera cuales fueron algunas de las razones que llevaron a su creación, así el primer considerando establece: "que desde hace varias décadas se ha sentido la urgente necesidad de implementar la normativa jurídica que regule lo relativo a la documentación personal, para adaptarla a los avances tecnológicos de la ciencia y a la natural evolución de las costumbres; así como dar cumplimiento al compromiso de modernización del sistema electoral, específicamente en el tema de documentación, adoptado e el Acuerdo de Paz sobre Reformas Constitucionales y Régimen Electoral".
El segundo considerando establece: "Que la cédula de vecindad además de ser un documento perecedero y carente de confianza, en virtud de que data desde 1931, al haberse creado a través del decreto número 1735 de la Asamblea Legislativa, es administrada por los Registros de Vecindad que no efectúan controles sobre su expedición, lo que facilita a su falsificación, además de constituir aquella cartilla un documento elaborado en material carente de medidas de seguridad y de fácil deterioro".
El cuarto considerando establece: "Que mediante el decreto número 10-04, que contiene reformas a la Ley Electoral y de Partidos Políticos, se ordenó implementar la normativa jurídica que debe crear una entidad autónoma, con personalidad jurídica, técnica e independiente, integrada entre otros por el Tribunal Supremo Electoral, encargada de emitir y administrar el Documento Personal de Identificación".

### Presencia en el País
En Guatemala el Registro Civil estaba a cargo de las Municipalidad de la República, con los cambios que trajo consigo la creación del Renap a través del Decreto 90-2005 y la consiguiente derogación y reforma del código civil en cuanto se refería a materia de registro civil, se establecía un gran reto para las autoridades pues debían de garantizar la presencia del Registro Nacional de las Personas en toda la república, es por ello que el artículo 1 del mencionado decreto establece que "...La sede del RENAP, esta en la capital de la República, sin embargo, para el cumplimiento de sus funciones, deberá establecer oficinas en todos los municipios de la República; podrá implementar unidades móviles en cualquier lugar del territorio nacional y en el extranjero, a través de las oficinas consulares".

## Objetivos y atribuciones
Los objetivos del Registro Nacional de las Personas conforme lo establece el artículo 2 de la ley de su creación, es: "...ser la entidad encargada de organizar y mantener el registro único de identificación de las personas naturales, inscribir los hechos y actos relativos a su estado civil, capacidad civil y demás datos de identificación desde su nacimiento hasta su muerte, así como la emisión del documento personal de identificación..."
Entre las funciones específicas más importantes que la asigna la ley podemos mencionar, conforme al artículo 6:
- Centralizar, planear, organizar, dirigir, reglamentar y racionalizar las inscripciones de su competencia;
- inscribir los nacimientos, matrimonios, divorcios, defunciones y demás hechos y actos que modifiquen el estado civil y la capacidad civil de las personas naturales, así como las resoluciones judiciales y extrajudiciales (notariales) que a ellas se refieren susceptibles de inscripción;
- emitir el documento personal de identificación a los guatemaltecos y extranjeros domiciliados, así como las reposiciones y renovaciones que acrediten la identificación de las personas naturales;
- emitir las certificaciones de las respectivas inscripciones;
- enviar la información correspondiente al Tribunal Supremo Electoral de los ciudadanos inscritos y la información que solicite para el cumplimiento de sus funciones;
- Proporcional al Ministerio Público, a las autoridades policiales y judiciales y otras entidades del Estado, la información que estos soliciten con relación al estado civil e identificación de las personas naturales;
- Implementar, organizar, mantener y supervisar el funcionamiento del registro dactiloscopico, facial y otros que sean necesarios para el cumplimiento de sus funciones.
- plantear la denuncia o constituirse en querellante adhesivo en aquellos casos en que se detecten actos que pudieren constituir ilícitos penales en materia de identificación de las personas naturales.

### Naturaleza de la información
De conformidad con lo establecido en el decreto 90-2005 del Congreso de la República de Guatemala, ley de creación del RENAP, se establece entre otros en la literal j del artículo 6 que es función específica del RENAP: "dar información sobre las personas, bajo el principio que la información que posea el RENAP es publica, excepto cuando pueda ser utilizada para afectar el honor o la intimidad del ciudadano...". A su vez establece que información pueda darse a las personas sin restricción alguna: "..Se establece como información publica sin restricción solamente el nombre y los apellidos de la persona, su número de identificación, fechas de nacimiento o defunción, sexo, vecindad, ocupación, profesión u oficio, nacionalidad y estado civil, no así la dirección de su residencia".

## Organización administrativa
Los órganos administrativos que integran el Registro Nacional de las Personas, de acuerdo al capítulo II, artículo 8 de su ley de creación son:
1. Directorio
2. Director Ejecutivo
3. Consejo Consultivo
4. Oficinas ejecutoras
5. Direcciones administrativas

### Directorio del RENAP
De conformidad con el artículo 9 de la ley mencionada, el Directorio es el órgano de dirección superior del Registro Nacional de las personas (su máxima autoridad). El cual se integra con un magistrado del Tribunal Supremo Electoral, el ministro de Gobernación, un miembro electo por el Congreso de la República de Guatemala. Por lo que los miembros duraran en el cargo hasta la finalización del cargo en virtud del cual conforman el directorio, a excepción del miembro electo por el Congreso de la República, el cual conforme al mencionado artículo durara en el cargo cuatro años, pudiendo ser reelecto. El miembro que es electo por el Congreso de la República no debe ser seleccionado arbitrariamente porque la ley, en ese mismo artículo, establece que debe realizarse una convocatoria a todos los profesionales que deseen optar al cargo. Cada uno con su respectivo suplente designado o electo de igual manera que el titular.
El miembro seleccionado por el Congreso de la República debe cumplir una serie de requisitos, los otros miembros tendrán las calidades que requieran el puesto que ocupan en la institución de mérito por la cual han sido designados, los cuales son: ser guatemalteco, ingeniero en sistemas, con experiencia de diez años de profesión, de reconocida honorabilidad. todo ello conforme el artículo 10 de la ley de creación del RENAP.
El directorio será presidido por el Magistrado del Tribunal Supremo Electoral. y las decisiones de este órgano será por mayoría de votos. Esto conforme el artículo 10 de la mencionada ley.

#### Funciones generales del directorio
Conforme lo establece el artículo 15 del decreto 90-2005, las funciones más importantes del directorio son, entre otras:
- Definir la política nacional en materia de identificación de las personas naturales.
- Promover medidas que tiendan al fortalecimiento del RENAP y al cumplimiento de sus objetivos.
- Aprobar los convenios, acuerdos, contratos y cualesquiera otras disposiciones que se celebren con instituciones públicas y privadas u organizaciones internacionales para el cumplimiento de sus objetivos.
- Emitir y aprobar los reglamentos pertinentes para el funcionamiento del sistema del Registro Civil de las Personas.
- Conocer, en calidad de máxima autoridad, de los recursos administrativos contemplados en la ley de los contencioso administrativo.

### Director Ejecutivo
Conforme el artículo 19 de la ley mencionada, el director Ejecutivo del RENAP es el superior jerárquico administrativo del RENAP; ejerce la representación legal y es el encargado de dirigir y velar por el funcionamiento normal e idóneo de la entidad. Dicho funcionario es nombrada por el Directorio del RENAP para un periodo de cinco años, su reelección es permitida, conforme el artículo 17 de ley.
A su vez el artículo 18 de la ley del Registro Nacional de las Personas establece los requisitos para ocupar el cargo de Director Ejecutivo, los cuales son:
- ser guatemalteco
- poseer título universitario en ingeniería en sistemas, con estudios en administración de empresas y/o administración pública.
- se colegiado activo.
- contar con un mínimo de 10 años de ejercicio profesional.

### Consejo Consultivo
Conforme el artículo 23 de la ley del RENAP, este es un órgano colegiado de consulta y apoyo del Directorio y del Director Ejecutivo, el cual se integra por delegados de diferentes instituciones, de la siguiente manera:
1. Un miembro electo por los secretarios generales de los partidos políticos, que se encuentre afiliado a su organización política.
2. Un miembro electo entre los Rectores de las Universidades del país.
3. Un miembro designado por las asociaciones empresariales de comercio, industria y agricultura.
4. El gerente del Instituto Nacional de Estadística.
5. Un miembro electo entre los miembros que conforman el Directorio de la Superintendencia de Administración Tributaria.

Según el artículo 25 de la misma ley, los miembros de este órgano colegiado duraran en sus funciones cuatro años, siempre que formen parte de la entidad que los nomine. y de acuerdo con el artículo 26, preside dicho órgano los mismos miembros, en forma rotativa en periodos de un año, comenzando por el de mayor edad y siguiendo en orden descendente de edades.

#### Funciones generales del consejo consultivo
Conforme el artículo 24 de la ley en mención, en general son funciones de este órgano colegiado:
- informar al directorio y al director ejecutivo, sobre las deficiencias de la institución, planteando las posibles soluciones.
- servir de ente consultivo en cualquier asunto técnico y administrativo del RENAP.
- Fiscalizar en todo momento el trabajo del RENAP.

### Oficinas Ejecutoras
Las oficinas ejecutoras son órganos administrativos colegiados o unipersonales que integran el Registro Nacional de las Personas y que tiene una labora ejecutiva de los asuntos y servicios que competen al Registro, entre ellas podemos mencionar: El Registro Central de las Personas, Los Registros Civiles de las Personas, La Dirección de Procesos, La Dirección de Veriificacion de Identidad y Apoyo Social, La Dirección de Capacitación.

#### Registro Central de las Personas
Conforme el artículo 31 de la ley del Registro Nacional de las Personas, es la dependencia encargada de centralizar la información relativa a los hechos y actos inscritos en los Registros Civiles de las Personas, de la organización y mantenimiento del archivo central y administra la base de datos del país. Tendrá a su cargo los Registros Civiles de las Personas que establezca el Directorio en todos los municipios de la República, así como los adscritos a oficinas consultares y el Registro de ciudadanos.
Este órgano administrativo, conforme el artículo anterior, estará a cargo del Registrador Central de las Personas, funcionario que goza de fe pública registral. Dicho funcionario y conforme al artículo 32 de la ley, debe cumplir con los siguientes requisitos para el puesto:
- Ser guatemalteco, mayor de edad.
- Ser Abogado y Notario
- Tener cuatro años mínimo de ejercicio profesional.
- ser de reconocida honorabilidad.

#### Registros Civiles de las Personas
De acuerdo a lo establecido en el artículo 33 y 34 de la ley, estos órganos son las dependencias adscritas al Registro Central de las Personas, encargadas de inscribir los hechos y actos relativos al estado civil, capacidad civil y demás datos de identificación de las personas naturales en toda la República.
Estas dependencias están a cargo de un funcionario denominado Registrador Civil de las Personas, quienes gozan de fe pública registral. Entre las calidades necesarias para ejercer dicho cargo se encuentran:
- Ser guatemalteco, mayor de veinticinco años
- Tener estudios completos de educación media
- Reconocida honorabilidad.

#### Departamento de ciudadanos
Según el artículo 36 de la ley del RENAP, este departamento es el encargado de elaborar el listado de personas mayores de edad (en Guatemala se considera como ciudadano a una persona que ha cumplido 18 años de edad, por haber alcanzado la mayoría de edad de conformidad con el artículo 8 del Código Civil, decreto ley 106); y, será directamente responsable de referir dicha información al Tribunal Supremo Electoral.

#### Dirección de Procesos, Dirección de verificación de identidad y apoyo social, Dirección de Capacitación
De acuerdo a los artículos 37, 38, 39 y 40 de la ley del Registro nacional de las Personas, la dirección de procesos es la entidad encargada, con base a la información que reciba del Registro Central de las Personas, de emitir el documento personal de identificación, organizar el sistema biometrico y de grafotecnia; la dirección de verificación de identidad y apoyo social es la dependencia encargada de resolver problemas de personas naturales a las cuales se les deniegue la solicitud de inscripción; y, la dirección de capacitación es la dependencia que se encarga de capacitar o adiestrar a todo el personal del RENAP, encargada también de verificar y aplicar la Carrera Registral del RENAP.
Todas las direcciones anteriores estarán a cargo de un Director, que nombra el director Ejecutivo con ratificación del Directorio. todos deben ser profesionales universitarios, en los reglamentos del RENAP se amplia el tema referente a calidades, funciones y obligaciones de estos funcionarios.

### Dependencias administrativas
Son órganos administrativos encargados de realizar diferentes tareas para el funcionamiento del Registro Nacional de las Personas, cuya función general se infiere del nombre, entre las cuales están: Dirección de informática y estadística, dirección de asesoría legal, dirección administrativa, dirección de presupuesto, dirección de gestión y control interno. Estarán a cargo cada una de un director que deberá ser guatemalteco, mayor de edad, profesional colegiado universitario, con cuatro años de ejercicio profesional, entre otros. Todo lo anterior conforme al capítulo séptimo de la ley del Registro Nacional de las personas, decreto 90-2005 del Congreso de la República de Guatemala.